# Episodi di Il commissario Köster (quarantunesima stagione)
La quarantunesima stagione della serie televisiva Il commissario Köster è stata trasmessa in prima visione negli Germania da ZDF dal 24 febbraio al 14 aprile 2017.
In Italia, è stata trasmessa come sesta stagione della serie televisiva Il commissario Voss.
| n. | Titolo originale          | Titolo italiano | Prima TV Germania | Prima TV Italia |
| -- | ------------------------- | --------------- | ----------------- | --------------- |
| 1  | Kein Entrinnen            |                 | 24 febbraio 2017  |                 |
| 2  | Schöner Schein            |                 | 3 marzo 2017      |                 |
| 3  | Stummer Zeuge             |                 | 10 marzo 2017     |                 |
| 4  | Der letzte Tanz           |                 | 17 marzo 2017     |                 |
| 5  | Therapie für Tote         |                 | 24 marzo 2017     |                 |
| 6  | Das 3. Auge               |                 | 31 marzo 2017     |                 |
| 7  | Drei Jahre lebenslänglich |                 | 7 aprile 2017     |                 |
| 8  | Geteiltes Leid            |                 | 14 aprile 2017    |                 |